# 臺灣嘉義地方法院
23°29′15″N 120°27′43″E / 23.48750°N 120.46194°E

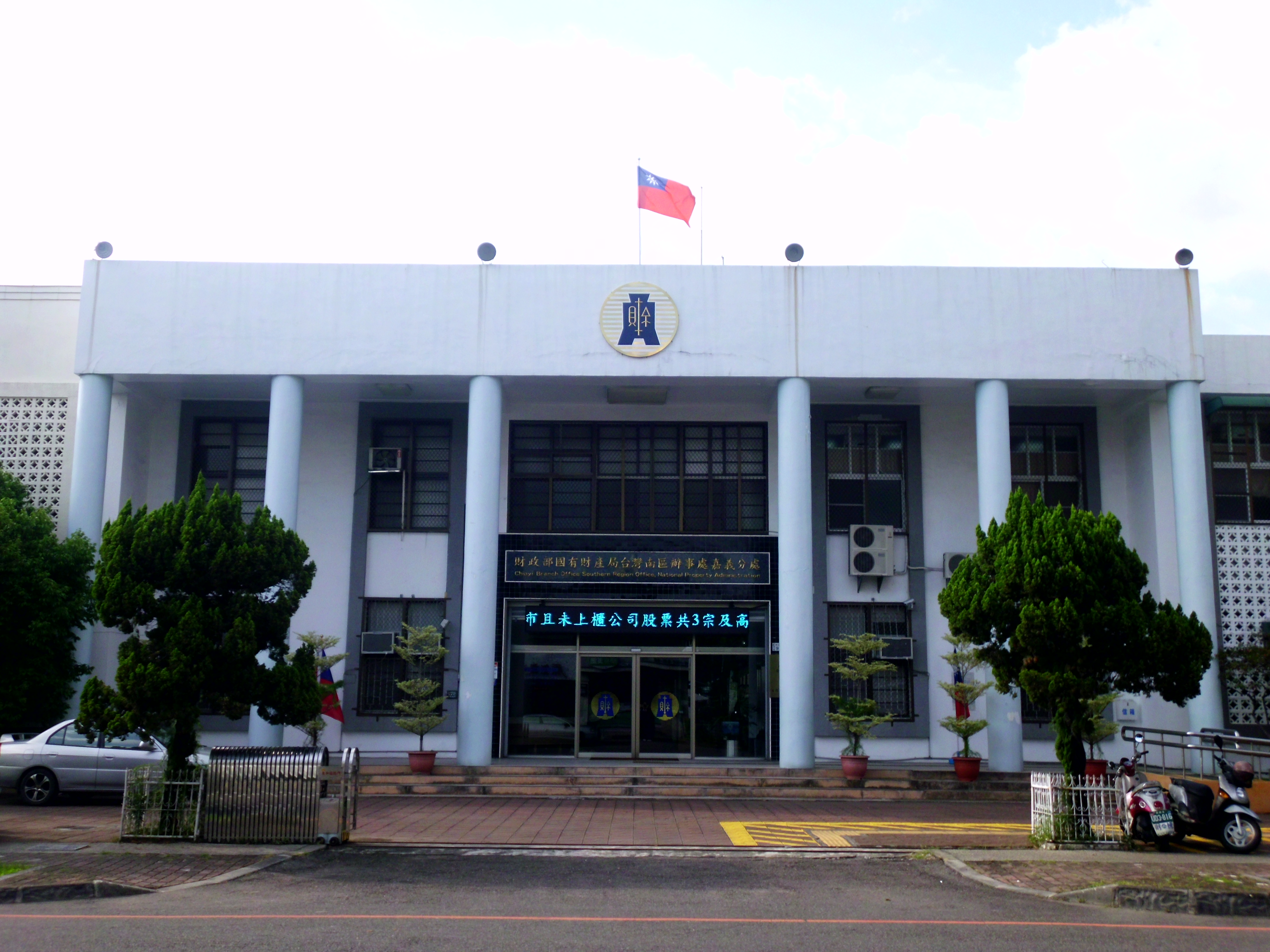
財政部國有財產署南區分署嘉義辦事處，建築前身為嘉義地方法院

臺灣嘉義地方法院，是中華民國的地方法院之一，本院及所屬「嘉義簡易庭」位在臺灣嘉義市，所屬「朴子簡易庭」位在嘉義縣朴子市。該法院管轄的地理區域為嘉義縣、嘉義市，行政組織上為臺灣高等法院臺南分院轄下，通常簡稱為嘉義地方法院、嘉義地院或嘉院。

## 歷史沿革

### 日治時期
嘉義地院的前身可追溯至台灣日治時期，1896年，台灣改行民政，臺灣總督府以律令第一號公布「台灣總督府法院條例」，調整法院組織，依該條例於同年7月15日成立嘉義地方法院，按當時之行政區劃，係管轄臺灣民政支部嘉義出張所（約當今嘉義縣及嘉義市）之司法事務。次年（1897年）11月15日，同時依該條例成立的雲林地方法院被總督府以府令以廢止，相關業務併入本院。
1898年7月19日總督府改正「臺灣總督府法院條例」後，全台地方法院僅餘三座，嘉義地方法院縮編為台南地方法院嘉義出張所，隸屬於臺南地方法院。出張所原亦從事審判，惟1909年10月25日嘉義出張所被撤銷，縮編為登記所，僅受理不動產登記事項，不著手審判事務，直至1919年1月7日恢復為出張所，並恢復審判事務。
1919年8月8日，台灣司法制度再度改革，出張所於斯時再改制為台南地方法院嘉義支部，管轄範圍包括今雲林縣、嘉義縣及嘉義市一帶。其轄區在日治末期為臺南州嘉義市、嘉義郡、斗六郡、虎尾郡、北港郡及東石郡，是全台8個地方法院及地方法院支部之一。

### 中華民國時期
- 1945年，國民政府接收台灣，當年12月22日接收嘉義支部完成，改名為臺灣臺南地方法院嘉義分院。迨至1947年3月1日，正式升格為臺灣嘉義地方法院。
- 1956年4月15日，在雲林縣虎尾鎮設立臺灣嘉義地方法院雲林庭，受理雲林縣北港鎮、四湖鄉、口湖鄉及水林鄉4鄉鎮以外之16鄉鎮的民事案件。
- 1964年7月1日，雲林縣全縣改由新成立的臺灣雲林地方法院管轄，本院所轄區域僅餘嘉義縣全境。
- 1982年7月1日，嘉義市升格為省轄市，仍歸本院管轄，本院轄區未變。
- 1991年7月1日，成立嘉義及朴子二處簡易庭，並同時受理簡易訴訟案件。
- 2003年9月20日，因原位於嘉義市中山路建築設施已老舊，在嘉義舊監獄農場動土興築新院區。
- 2007年9月11日，位於嘉義市林森東路新址落成啟用，原中山路建築改由財政部國有財產局臺灣南區辦事處嘉義分處（今財政部國有財產署南區分署嘉義辦事處）進駐。

## 管轄區域
| 庭區       | 管轄區域                                                                                                  | 備註                                                                           |
| ---------- | --- | ------------------------------------------------------------------------------ |
| 嘉義簡易庭 | 嘉義市全市 嘉義縣民雄鄉、大林鎮、溪口鄉、新港鄉、梅山鄉、竹崎鄉、番路鄉、中埔鄉、大埔鄉、水上鄉、阿里山鄉 | 本院轄區管轄人口約77萬人（2019年10月），為中華民國地方法院所轄人口排行第11名。 |
| 朴子簡易庭 | 嘉義縣太保市、朴子市、東石鄉、六腳鄉、布袋鎮、鹿草鄉、義竹鄉                                              | 本院轄區管轄人口約77萬人（2019年10月），為中華民國地方法院所轄人口排行第11名。 |

## 組織
- 院長

### 審判
- 民事庭
- 家事法庭
- 行政訴訟法庭
- 刑事庭
- 少年法庭
  - 調查保護室
- 簡易庭
- 民事執行處

### 非訟事件
- 公證處
- 司法事務官
- 提存所
- 登記處
- 非訟事件中心

### 行政
- 書記處
  - 民事紀錄科
  - 家事紀錄科
  - 行政訴訟紀錄科
  - 刑事紀錄科
  - 少年紀錄科
  - 簡易紀錄科
  - 民事執行紀錄科
  - 法官助理
  - 非訟中心紀錄科
  - 文書科
    - 閱卷室
    - 收發室
    - 掃瞄中心
    - 檔案室
    - 影印室
    - 圖書室
    - 庶務
    - 出納
    - 贓物庫

  - 訴訟輔導科
  - 研考科
  - 總務科
  - 法警室
- 人事室
- 政風室
- 會計室
- 統計室
- 資訊室

## 特色
- 本院轄區人口為760,520人（2021年8月），是中華民國所轄人口排行第12的地方法院。

## 日治檔案
- 本院於2000年經清查發現382匣日治時期卷宗，其中部分行政文書甚至始自日治初期的1899年，是研究當時法律史、經濟史的重要資料。

## 著名案件
- 八掌溪事件衍生之相關訴訟案件
- 阿里山小火車翻覆之相關訴訟案件（2003年3月1日下午2時前往神木站途中，造成17人死亡、約171人受傷）
- 陳瑞欽連續殺人案
- 新臺幣86億賭博犯罪所得刑事案件，被告曾就嘉義地院的終局羈押裁定聲請釋憲，並經司法院大法官釋字第639號解釋[3]合憲
- 臺鐵嘉義車站刺警命案

## 交通資訊
本院
| 路線                | 業者     | 行先           | 停靠站     |
| ------------------- | -------- | -------------- | ---------- |
| 光林我嘉線 （黃線） | 國光客運 | 港坪公園－蘭潭 | 獄政博物館 |

嘉義簡易庭
| 路線                    | 業者     | 行先                         | 停靠站           |
| ----------------------- | -------- | ---------------------------- | ---------------- |
| 忠孝新民幹線 （紅線）   | 國光客運 | 忠孝北街－彌陀夜市           | 林業鐵路車庫園區 |
| 忠孝新民幹線A （紅A線） | 國光客運 | 民雄工業區服務中心－彌陀夜市 | 林業鐵路車庫園區 |

## 外部連結
- 嘉義地方法院首頁 （页面存档备份，存于）（中文）（英文）